# Zwei blaue Jungen

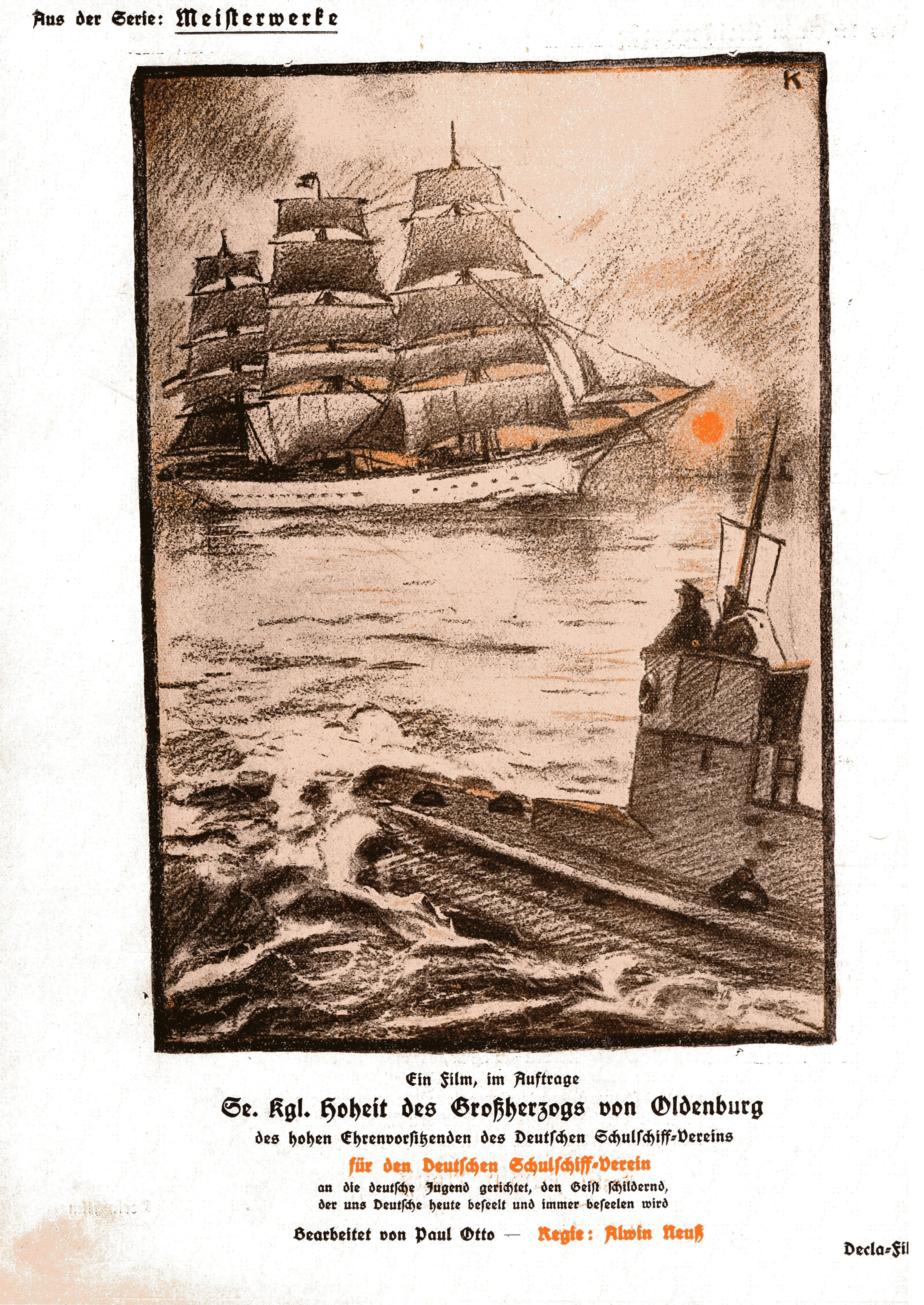
Werbeanzeige für den Spielfilm Zwei blaue Jungen, Deutschland 1917

Zwei blaue Jungen, Untertitel: Film-Darstellung der Kriegsabenteuer zweier deutscher Schiffsjungen vom Schulschiff des Deutschen Schulschiff-Vereins „Großherzog Friedrich August“ ist ein deutscher Spielfilm, der 1916/17 im Auftrag des Deutschen Schulschiff-Vereins auf dem Segelschulschiff Großherzog Friedrich August gedreht wurde.

## Handlung

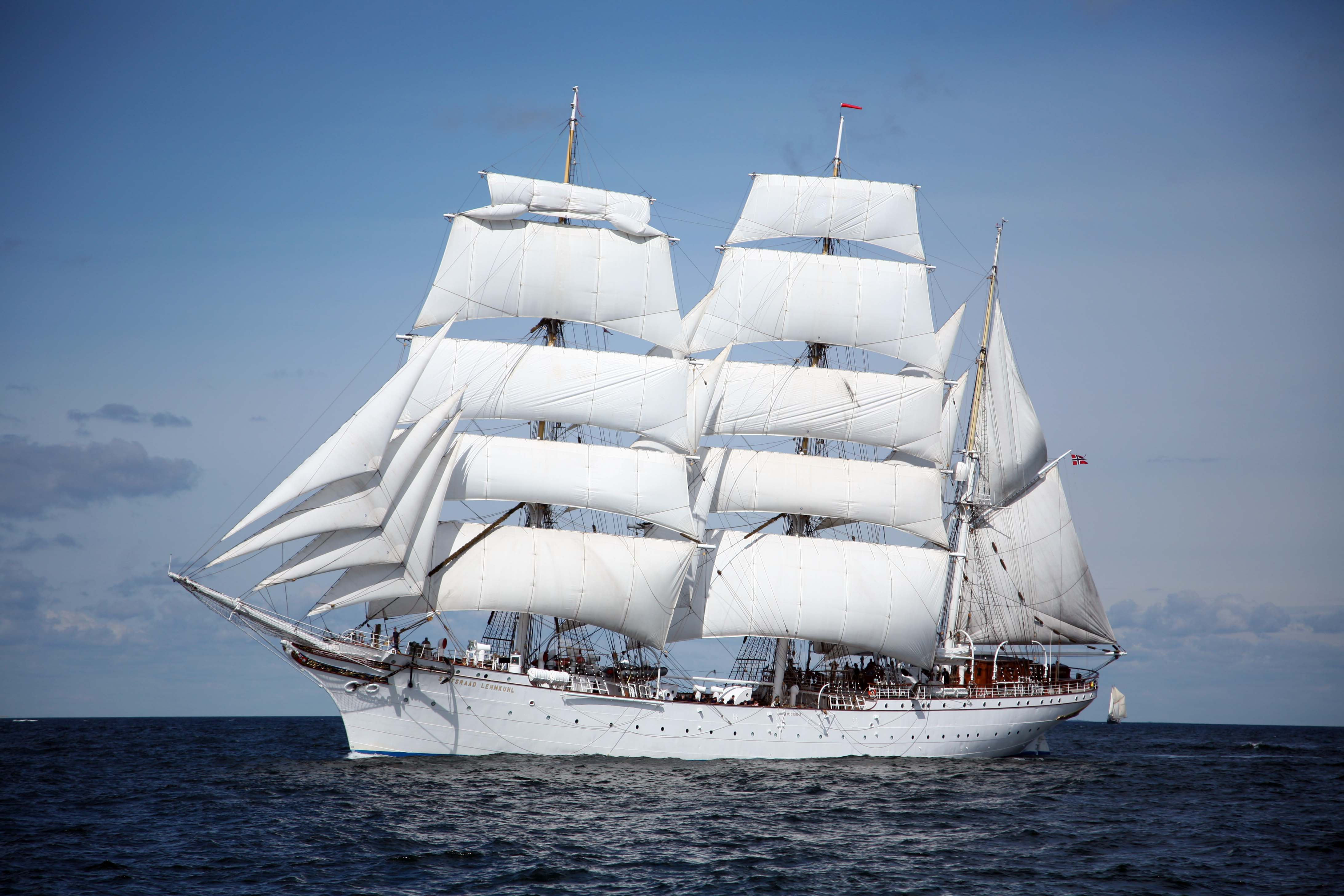
Statsraad Lehmkuhl

Zu Beginn des Films treten der Großherzog von Oldenburg und der Vorstand des Schulschiffsvereins auf.
Erich und Hans melden sich im Frühjahr 1914 als Schiffsjungen auf dem Segelschulschiff Großherzog Friedrich August. Im Sommer machen sie mit dem Schiff eine Ausbildungsreise ins Mittelmeer. Als am 1. August 1914 der Erste Weltkrieg ausbricht, ist das Schulschiff aufgrund von Witterungsbedingungen gezwungen, dicht unter Land vor der nordafrikanischen Küste zu segeln. Ein Kommandeur in einer französischen Kolonie stellt dem Schiff eine Falle, so dass Eric und Hans in französische Gefangenschaft geraten.
Mit Hilfe des deutschen Fremdenlegionärs Bourger können die beiden aus der Gefangenschaft entfliehen. Sie werden auf der Flucht durch die Wüste von anderen Fremdenlegionären verfolgt, doch schließlich treffen sie auf mit dem Osmanischen Reich verbündete Senussi. Der Scheich der Senussi hält sie anfänglich für Engländer. Als er erkennt, dass sie Deutsche sind, ist er bereit, sie auf osmanisches Gebiet zu führen.
Es kommt zu einem Gefecht mit englischen Truppen, bei dem unerwartet ein deutscher Flieger erscheint, der mit einem Maschinengewehr in den Kampf eingreift. Die Engländer fliehen und das Flugzeug landet. Der MG-Schütze ist Kurt Frank, Hans’ Bruder. Hans und Erich steigen in die Maschine und fliegen nach Konstantinopel, wo sie auf einem deutschen Feldflugplatz landen und von deutschen Soldaten und Offizieren begrüßt werden.
Bei einer Besichtigung der Stadt erfahren sie, dass das Schulschiff im Hafen eingelaufen ist, auf dem sich Hans’ Vater befindet, der inzwischen Husaren-Offizier ist. Vater Frank unterhält sich mit dem Kapitän. Hier bricht der Film ab.

## Produktionsgeschichte, Verbleib
Der Film diente der Werbung für den Deutschen Schulschiffverein und gleichzeitig der Kriegspropaganda. Kapitän Dreßler, Großherzog Friedrich August und der Vorstand des Schulschiffvereins treten laut Zensurkarte im Film selbst auf. Er wurde in der vorletzten Februarwoche 1918 im Oldenburger Apollo-Kino aufgeführt. Er wurde in einem Kurzbericht der Nachrichten für Stadt und Land vom 25. Februar 1918 positiv erwähnt; offenbar da sich die Prinzessinnen Ingeborg und Altburg, die zwei jüngsten Töchter Großherzog Friedrich Augusts, in der Aufführung befanden:
Im Apollo-Theater spielt seit Freitag der Film „Zwei blaue Jungen“, ein echter deutscher Seemannsfilm, der großen Anklang findet. Am Sonnabendnachmittag nahmen an der Vorführung inmitten der Schuljugend unsere Prinzessinnen nebst Gefolge teil. Der Film bleibt bis einschließlich Donnerstag auf dem Spielplan, der außerdem noch einige andere gute Sachen enthält. Der Besuch ist sehr zu empfehlen.
Soweit bislang bekannt (Stand 2013), ist lediglich ein sechsminütiges Fragment vom Ende des Films erhalten, das sich im Bundesarchiv-Filmarchiv in Berlin befindet.
- Uraufführung: Palast-Theater am Zoo am 24. November 1917 (späterer UFA-Palast am Zoo).
- Der Prolog bei der Uraufführung wurde von Dr. Rudolf Presber (1868–1935) gesprochen
- Produktion: Decla-Film-Gesellschaft, Berlin.
- Zensur: 24. November 1917, Der Polizei-Präsident, Abt. VIII, Berlin, Prüfungsnummer 41260.

## Kritik
Bemerkenswert ist die Inszenierung durch Alwin Neuß, der nicht nur vorzügliche Bilder aus dem deutschen Seemannsleben geschaffen, sondern auch herrliche Wüstenszenerien von verblüffender Naturtreue zu schaffen vermocht hat. Die Hauptrollen liegen in den Händen des humorvollen Lambertz-Paulsen sowie anderen beliebten Darstellern der Decla.
Der Film. Zeitschrift für die Gesamtinteressen der Kinematographie, Nr. 48/1917, S. 37.

## Trivia
Da aufgrund der Kriegsbedingungen in der Nordsee keine Ausbildungsfahrten durchgeführt werden konnten, war das Schulschiff seit 1914 in der Ostsee eingesetzt. Die Dreharbeiten an Bord wurden im Sommer 1917 durchgeführt.